# H. Paul Varley
Herbert Paul Varley, né le 8 février 1931 et mort le 15 décembre 2015,  est un universitaire, historien et japonologue américain. Il est professeur émérite à l'université Columbia et Sen Sōshitsu, 15e professeur d'histoire de la culture japonaise à l'université d'Hawaï.
Les premiers travaux de Varley ont été influencés par Kan'ichi Asakawa à l'université Yale.

## Honneurs
- Ordre du Soleil levant, Rayons d'or avec rosette, 1969[5].

## Ouvrages (sélection)
- 1967 : The Onin War; history of its origins and background with a selective translation of the Chronicle of Onin. New York: Columbia University Press.  (ISBN 0-231-02943-8 et 978-0-231-02943-8)
- 1968 : A Syllabus of Japanese Civilization. New York: Columbia University Press. OCLC 268563
- 1971 : Imperial Restoration in Medieval Japan. New York: Columbia University Press.   (ISBN 0-231-03502-0 et 978-0-231-03502-6); OCLC 142480
- 1973 : Japanese Culture: a Short History. New York: Prager. OCLC  590531
- 1980 : A Chronicle of Gods and Sovereigns: Jinnō Shōtōki of Kitabatake Chikafusa. New York: Columbia University Press.   (ISBN 0-231-04940-4 et 978-0-231-04940-5)
- 1994 : Warriors of Japan as Portrayed in the War Tales. Honolulu: University of Hawaii Press.  (ISBN 0-8248-1601-3 et 978-0-8248-1601-8)